# Sheila Mary Tuer
Sheila Mary Solarin MBE (nhũ danh Tuer 1924 – 21 tháng 10 năm 2012) là một nhà giáo dục người Anh. Bà được Nữ hoàng Elizabeth II bổ nhiệm làm MBE vào ngày 17 tháng 10 năm 2007 cho các dịch vụ giáo dục ở Nigeria. Bà điều hành trường Mayflower thay cho người chồng quá cố của mình, Tai Solarin.

## Phục vụ chiến tranh
Sheila đã gặp được chồng mình khi cả hai đang ở trong lực lượng sau Thế chiến II.

## Cơ sở giáo dục ở Nigeria
Năm 1952, họ quyết định chuyển đến quê hương Nigeria và cả hai đều làm việc cho Molusi College ijebu Igbo.
Nhưng họ không đồng ý với chính trị thời đó và sự phân biệt tôn giáo trong trường học, và quyết định tự xây dựng tại một thị trấn tên là Ikenne.
Vào ngày 27 tháng 1 năm 1956, Tai Solarin và vợ đã thành lập trường học thế tục đầu tiên và duy nhất tại Nigeria, đó là Trường Mayflower, Ikenne, bang Ogun.
Ngôi nhà thứ hai của học sinh được thành lập bởi Sheila và chồng vào năm 1977, một ngôi nhà nội trú phục vụ hơn hai nghìn học sinh của ba trường trung học công lập ở thị trấn Ikenne. Cũng bổ sung cho Trường Mayflower hiện thuộc sở hữu nhà nước, là thành lập Trường Mayflower Junior thuộc sở hữu tư nhân, chi nhánh của trường tiểu học Mayflower, một tòa thành của giáo dục thế tục để tự lực và hoàn thành xuất sắc.
Sử dụng các khối gió được làm từ đất sét, họ đã xây dựng hai phòng học, mỗi phòng có thể chứa 36 học sinh. Học sinh cũng đã giúp xây dựng nhiều phòng học hơn.
"Họ có búi tóc ở cuối lớp và bàn ở phía trước", Sheila, một giáo viên tiếng Anh trong 50 năm cho biết thêm. "Chúng tôi không hỏi bất cứ ai về nền tảng dân tộc hay tôn giáo của họ, chúng tôi chỉ đơn giản muốn cung cấp một nền giáo dục cho tất cả trẻ em trong khu vực."
Trường học trở nên phổ biến hơn, Sheila và chồng buộc phải gia hạn, biến nó thành một trong những ngôi trường lớn nhất nước.
Họ thậm chí còn làm đồ nội thất tại chỗ, phần lớn sử dụng gỗ từ cây Sheila tự trồng.
Bà đứng đầu trường Mayflower thay cho người chồng quá cố Tai Solarin. Sheila chính thức nghỉ hưu hai năm trước ở độ tuổi 80 và giao lại nhiều trách nhiệm cho các con cháu.

## Cuộc sống cá nhân
Sheila và chồng có hai con Corin và Tunde Solarin. Bà mất vào ngày 21 tháng 10 năm 2012, thọ 88 tuổi.